# Föderierte Staaten von Mikronesien
Die Föderierten Staaten von Mikronesien (englisch Federated States of Micronesia) sind ein Inselstaat im westlichen Teil des Pazifischen Ozeans. Das Staatsgebiet deckt dabei nur einen Teil des Inselgebiets Mikronesien ab.

## Geographie
Der Staat nimmt den größten Teil der Karolinen ein, die eine Inselgruppe Mikronesiens sind. Die Föderation besteht aus den Staaten Chuuk, Kosrae und Pohnpei, welche die Ostkarolinen bilden, und dem Staat Yap, der zusammen mit der unabhängigen Nation Palau die Westkarolinen bildet (im Jahr 1978 stimmten die Bürger von Palau gegen die Beteiligung an den Föderierten Staaten von Mikronesien und für die Unabhängigkeit). Die größte Stadt des Landes ist Weno auf der Insel Moen im Osten des Chuuk-Atolls; Hauptstadt ist Palikir auf der Insel Pohnpei.
Höchster Punkt des Staatsgebiets ist der 782 m hohe Mount Nanlaud auf Pohnpei.
Folgende Eilande stellen die Hauptinseln und -atolle Mikronesiens dar (von West nach Ost):
- Ngulu
- Yap
- Ulithi
- Sorol
- Fais
- Eauripik
- Woleai
- Gaferut
- Olimarao
- Elato
- Lamotrek
- West Fayu (Pigailoe)
- Satawal
- Pikelot
- Pulusuk
- Puluwat
- Pulap
- Namonuito
- Fayu
- Chuuk-Atoll (bis 1990 Truk)
- Hall Islands
- Losap
- Namoluk
- Mortlock Islands
- Satawan
- Kapingamarangi
- Nukuoro
- Oroluk
- Sapwuahfik
- Pakin
- Ant
- Pohnpei
- Mokil
- Pingelap
- Kosrae

## Bevölkerung

### Demografie
Das nationale Statistikamt der Föderierten Staaten von Mikronesien hat für das Jahr 2024 eine Bevölkerung von 105.381 Einwohnern prognostiziert. Das diesen Berechnungen zugrunde liegende jährliche Bevölkerungswachstum für den Zeitraum ab 2010 betrug + 0,174 %. Zum Bevölkerungswachstum trug ein Geburtenüberschuss (Geburtenziffer: 20,7 pro 1000 Einwohner vs. Sterbeziffer: 6,3 pro 1000 Einwohner) bei. Die Anzahl der Geburten pro Frau lag 2022 statistisch bei 2,7, die der Region kleine Inselstaaten im Pazifik betrug 3,2. Die Lebenserwartung der Einwohner Mikronesiens ab der Geburt lag 2022 bei 70,9 Jahren. Der Median des Alters der Bevölkerung lag im Jahr 2024 bei 21,5 Jahren. Im Jahr 2024 waren 35,7 Prozent der Bevölkerung unter 15 Jahre, während der Anteil der über 65-Jährigen 3,2 Prozent der Bevölkerung betrug.
| Jahr | Einwohnerzahl | Jahr | Einwohnerzahl |
| --- | ------------- | ---- | ------------- |
| 1920 | 29.660        | 1973 | 062.731       |
| 1925 | 29.810        | 1980 | 073.160       |
| 1930 | 29.727        | 1989 | 095.741       |
| 1935 | 29.920        | 1994 | 105.506       |
| 1958 | 39.289        | 2000 | 107.008       |
| 1967 | 50.172        | 2010 | 102.843       |
| Quellen: Zensusdaten der Föderierten Staaten von Mikronesien Daten bis 1967: 2000 Population and Housing Census Report Daten ab 1973: Population Statistics |               |      |               |

### Bevölkerungsstruktur
Die größte und politisch dominante Volksgruppe mit etwa 49,3 % Bevölkerungsanteil sind die Chuukesen (einschließlich Mortlockesen). Daneben sind auch die Pohnpeianer mit 29,8 % Einwohneranteil eine einflussreiche Volksgruppe. Weitere mikronesische Volksgruppen sind die Kosraeaner mit 6,3 %, die Yapesen mit 5,7 % und die Yap-Außeninselbewohner mit 5,1 % Gesamtbevölkerungsanteil. 1,6 % der Bevölkerung werden als Polynesier betrachtet; 1,4 % als Asiaten. Andere Volksgruppen machen 0,8 % der Gesamtbevölkerung aus (alle Zahlen Schätzungen von 2010).

### Sprachen
Das Land hat sieben offizielle Sprachen: Englisch, Yapesisch, Pohnpeanisch, Kosraeanisch, Chuukesisch, Ulithisch und Woleaianisch.
Weitere Sprachen sind unter anderem Mokilesisch, Mortlockesisch, Pingelapisch, Puluwatesisch, Satawalesisch, Namonuito, Pááfang, Nukuoro, Kapingamarangisch und das Ngatik Men’s Creole.
Die meisten Einwohner beherrschen Englisch zumindest in Grundzügen. Viele alte Einwohner sprechen fließend Japanisch. Viele sprechen eine oder mehrere der einheimischen Sprachen. Einige dieser Sprachen wurden während der Geschichte zunächst von Spanisch und Deutsch, dann von Japanisch und in letzter Zeit vor allem von Englisch beeinflusst.

### Religion
Im Großen und Ganzen ist Mikronesien aufgrund der deutschen und spanischen Kolonialgeschichte christlich geprägt. Die spanische Herrschaft führte dazu, dass ein Großteil der Bevölkerung römisch-katholisch ist. Während der deutschen Kolonialzeit bis 1914 kamen auch protestantische Missionare aus dem Kaiserreich zum Einsatz.
Gemäß der Volkszählung von 2010 sind 54,7 % der Bevölkerung römisch-katholisch und 38,5 % Kongregationalisten. Protestantische Minderheiten sind die Baptisten (1,1 %), die Siebenten-Tags-Adventisten (0,8 %) und die Assembly of God (0,7 %). Zur Kirche Jesu Christi der Heiligen der Letzten Tage, einer mormonischen Glaubensgemeinschaft, bekennen sich 1,5 % der Bevölkerung. Andere Glaubensgemeinschaften machen 2,0 % der Einwohner aus.

### Gesundheit
Die Gesundheitsausgaben des Landes betrugen im Jahr 2021 11,0 % des Bruttoinlandsprodukts. Im Jahr 2020 praktizierten in Föderierte Staaten von Mikronesien 9,6 Ärztinnen und Ärzte je 10.000 Einwohner. Die Sterblichkeit bei unter 5-jährigen betrug 2022 24,2 pro 1000 Lebendgeburten. Die Lebenserwartung der Einwohner Mikronesiens ab der Geburt lag 2022 bei 70,9 Jahren (Frauen: 74,8, Männer: 67,3). Die Lebenserwartung stieg von 69,8 Jahren im Jahr 2000 bis 2022 um 2 %.
Statistisch gesehen gehören die Menschen der Föderation von Mikronesien und auf Nauru mit zu den dicksten Menschen der Welt. Über drei Viertel der Bevölkerung haben starkes Übergewicht, was auf eine landestypische und ortsbedingte Ernährung zurückzuführen ist.
Die von der WHO am 11. März 2020 als Pandemie erklärte COVID-19-Erkrankung erreichte die Föderierten Staaten von Mikronesien mit einer Verzögerung von rund zweieinhalb Jahren Mitte Juli 2022. Siehe dazu den Artikel COVID-19-Pandemie in den Föderierten Staaten von Mikronesien.

### Sport
Die mikronesische Fußballauswahl ist weder Mitglied der FIFA noch des OFC. Mikronesien verfügt über ein eigenes Nationales Olympisches Komitee, welches seit den Olympischen Sommerspielen 2000 immer Athleten zu Sommerspielen entsendet hat.

## Geschichte

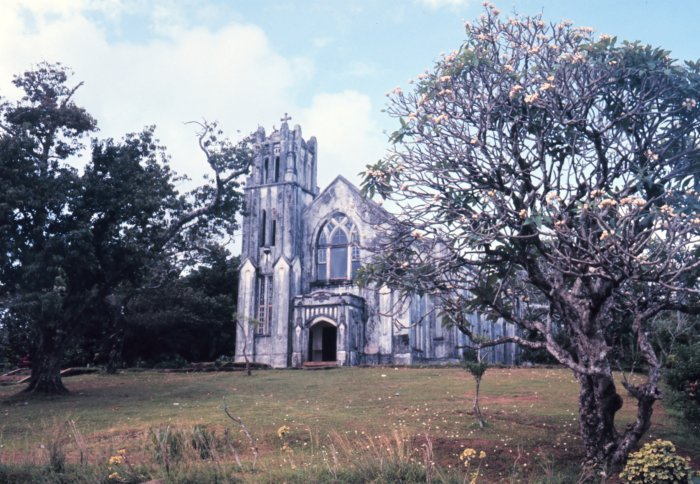
Katholische Kirche von Kolonia auf der Insel Pohnpei, 1973

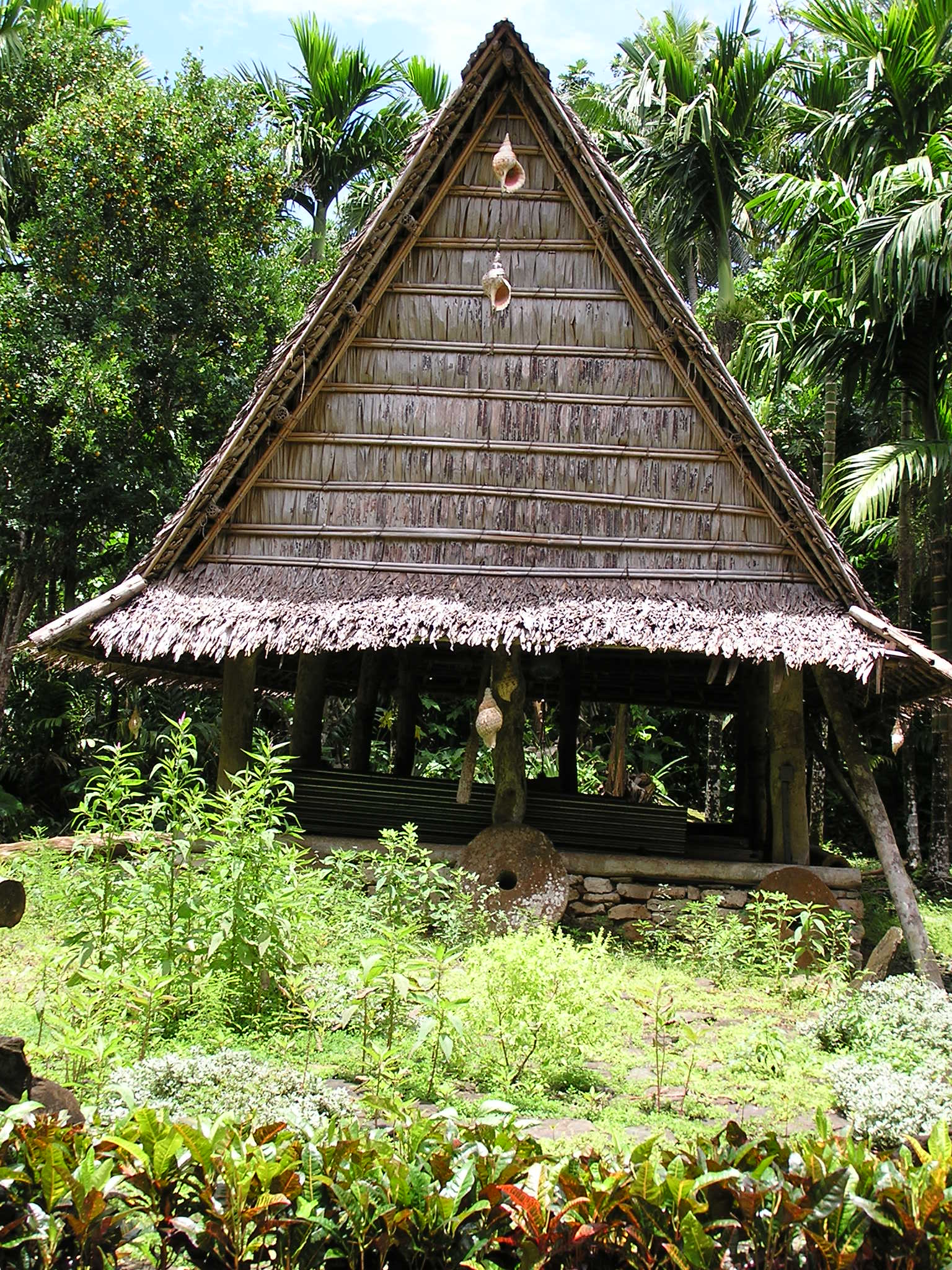
Versammlungshaus (Faluw) in Yap

Die Inseln sind mindestens seit dem Ende des 3. Jahrtausends v. Chr. menschlich besiedelt. Es wird angenommen, dass sich in vorkolonialer Zeit von der Insel Yap aus ein größeres Staatswesen in der Region entwickelt hat.
Als erste Europäer kamen Portugiesen im 16. Jahrhundert nach Mikronesien. 1696 wurden die Inseln von Spanien in Besitz genommen. Nach dem Spanisch-Amerikanischen Krieg verkaufte Spanien die Inseln im Rahmen des Deutsch-Spanischen Vertrags 1899 an Deutschland. Das damalige Deutsche Reich machte die Inseln zum Bestandteil seiner Kolonie Deutsch-Neuguinea. Ein Aufstand der Sokehs wurde 1911 von den Deutschen gewaltsam niedergeschlagen. Am Anfang des Ersten Weltkrieges wurden die Inseln 1914 ohne Widerstand von der japanischen Armee besetzt. 1920 kamen sie als Völkerbundsmandat an Japan.
Im Zweiten Weltkrieg diente vor allem Truk als Stützpunkt für die japanischen Angriffe auf Neuguinea, den Bismarck-Archipel und die Salomon-Inseln. Am 16. und 17. Februar 1944 wurde dieser im Rahmen der Operation Hailstone von Flugzeugen der US-Marine massiv bombardiert und ein großer Teil der dort stationierten japanischen Streitkräfte vernichtet. Beim sogenannten „Island Hopping“ der Amerikaner wurden allerdings viele andere japanische Stützpunkte umgangen und erst nach der Kapitulation Japans übergeben.
1947 wurde Mikronesien UN-Treuhandgebiet. Unter der Bezeichnung Trust Territory of the Pacific Islands (TTPI) wurde es zunächst von der US-Marine verwaltet, ab 1961 vom US-Innenministerium. Das TTPI ermöglichte den USA, abseits der Insel Guam weitere Militärstützpunkte zu errichten und zudem Kernwaffentests auf den Inselgruppen durchzuführen. Bereits 1946 wurden Atombomben getestet. 1954 wurde ihre stärkere Nachfolgerin, die Wasserstoffbombe, auf dem Bikini-Atoll der Marshallinseln erstmals gezündet. Neben militärischen Vorsätzen gab es auch zivile: Die UN verlangte von der US-Verwaltung, nationales Bewusstsein in der in Stämmen lebenden Bevölkerung zu erwecken sowie die Wirtschaftsentwicklung zu fördern. 1967 begannen Beratungen über die Zukunft der Inseln und 1970 schließlich erhielten die Mikronesier das Recht auf Souveränität.
Am 10. Mai 1979 ratifizierten die vier späteren Bundesstaaten die Verfassung der so gegründeten Föderierten Staaten von Mikronesien und unterzeichneten einen Vertrag über die freie Assoziation mit den USA, den Compact of Free Association (COFA), der deren Zuständigkeit für die Verteidigung sowie finanzielle Unterstützungen festschreibt. Der Vertrag trat am 3. November 1986 in Kraft. 1991 wurden die Föderierten Staaten von Mikronesien endgültig unabhängig.

## Politik

### Verfassung
Die Föderierten Staaten von Mikronesien sind ein demokratischer Bundesstaat mit einer parlamentsgebundenen Exekutivgewalt als Regierungssystem. Als Legislative dient der Kongress der Föderierten Staaten von Mikronesien mit 14 vom Volk gewählten Mitgliedern. Jeder der vier Bundesstaaten entsendet je ein auf vier Jahre gewähltes Mitglied, die anderen zehn Kongressmitglieder repräsentieren je einen der nach Bevölkerungszahlen bestimmten Wahlkreise für eine Legislaturperiode von zwei Jahren. Staatsoberhaupt ist der Präsident, dem ein Vizepräsident zur Seite steht. Beide werden für eine Amtsperiode von vier Jahren vom Kongress aus der Mitte der von den Bundesstaaten entsandten Mitgliedern gewählt. Deren Sitze im Kongress werden dann durch eine Nachwahl neu besetzt. Der Präsident ernennt zur Wahrnehmung der Regierungsgeschäfte ein Kabinett. In den Föderierten Staaten von Mikronesien gibt es keine politischen Parteien. Das höchste Organ der Rechtsprechung ist der Supreme Court, der in eine Verfahrens- und eine Berufungsinstanz unterteilt ist. Die Richter werden auf Vorschlag und mit Zustimmung des Kongresses vom Präsidenten ernannt.

### Politische Indizes
| Name des Index             | Indexwert    | Weltweiter Rang | Interpretationshilfe                                                        | Jahr |
| -------------------------- | ------------ | --------------- | --------------------------------------------------------------------------- | ---- |
| Fragile States Index       | 66,9 von 120 | 93 von 179      | Stabilität des Landes: Warnung 0 = sehr nachhaltig / 120 = sehr alarmierend | 2024 |
| Freedom in the World Index | 92 von 100   | —               | Freiheitsstatus: frei 0 = unfrei / 100 = frei                               | 2024 |

### Präsidenten
Die bisherigen Präsidenten des Landes waren:
1. Tosiwo Nakayama (1979–1987)
2. John Haglelgam (1987–1991)
3. Bailey Olter (1991–1997)
4. Jacob Nena (1997–1999, vertrat Olter seit dem 8. November 1996)
5. Leo Falcam (1999–2003)
6. Joseph J. Urusemal (2003–2007)
7. Manny Mori (2007–2015)
8. Peter Christian (2015–2019)
9. David Panuelo (seit 2019–2023)
10. Wesley Simina (seit 2023)

### Bundesstaatliche Gliederung

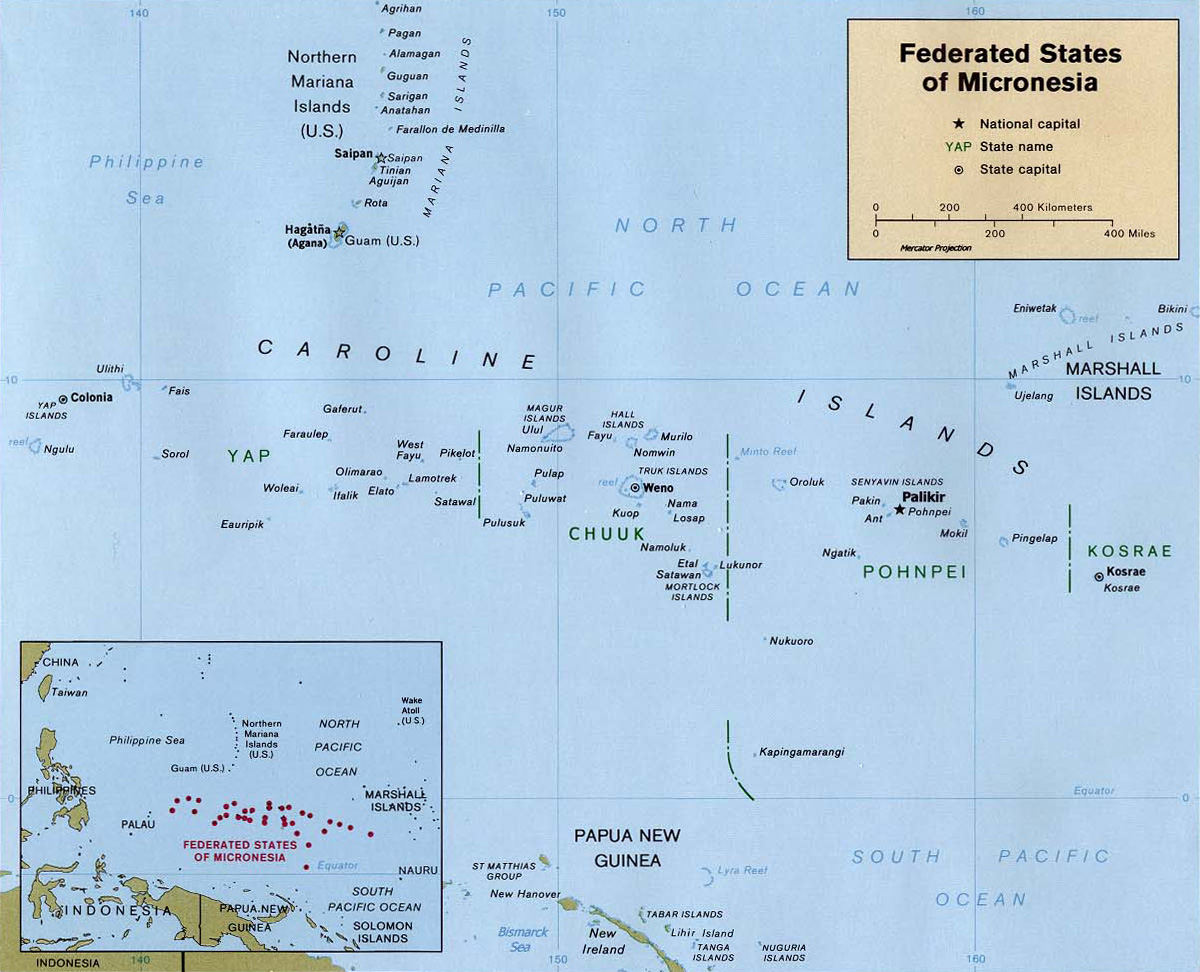
Karte mit den Bundesstaaten

Die Föderierten Staaten von Mikronesien bestehen aus vier Bundesstaaten. Jeder dieser Staaten hat eine eigene Verfassung, eine eigene gewählte Legislative und eine eigene Regierung. Die einzelnen Staatsregierungen haben erhebliche Rechte und stellen eigene Haushalte auf.
| Karte | Bundesstaat | Inseln | Fläche (km²) | Einwohner (2010) |
| ----- | ----------- | ------ | ------------ | ---------------- |
|       | Yap         | 145    | 118,9        | 11.377           |
|       | Chuuk       | 294    | 127,2        | 48.654           |
|       | Pohnpei     | 163    | 345,2        | 36.196           |
|       | Kosrae      | 005    | 109,6        | 06.616           |

### Staatshaushalt
Der Staatshaushalt umfasste 2007 Ausgaben von 152 Mio. US-Dollar, dem standen Einnahmen von 166 Mio. US-Dollar gegenüber. Daraus ergibt sich ein Haushaltsüberschuss in Höhe von 2,2 % des BIP. Das Land erhält jährlich Dollarzahlungen aus den USA in Millionenhöhe.
2020 betrug der Anteil der Staatsausgaben (in % des BIP) folgender Bereiche:
- Gesundheit: 11,6 %
- Bildung: 9,7 % (2018)
- Militär: 0,0 % (Mikronesien hat kein Militär, Verteidigung ist Aufgabe der USA)

### Mitgliedschaft in internationalen Organisationen
Mikronesien ist Mitglied der folgenden Organisationen:
ADB, AKP, AOSIS, ESCAP, FAO, G 77, IBRD, ICAO, IDA, IFC, IFRCS, IOC, IOM, IPU, ITSO, ITU, IWF, MIGA, OPCW, Sparteca, SPC, UNCTAD, UNESCO, UNO, WHO, WMO.

## Wirtschaft
| Parameter                | Primärer Sektor (Urproduktion) | Sekundärer Sektor (Verarbeitendes Gewerbe) | Tertiärer Sektor (Dienstleistungen) | Gesamt            | Bezugsjahr | Quellen       |
| ------------------------ | ------------------------------ | ------------------------------------------ | ----------------------------------- | ----------------- | ---------- | ------------- |
| Anteil am BIP            | 22,51 %                        | 4,87 %                                     | 66,76 %                             | 401.932.000 (USD) | 2018       | [ 27 ] [ 28 ] |
| Anteil an Erwerbstätigen |                                |                                            |                                     | 37.919            | 2010       | [ 29 ]        |

Die Föderierten Staaten von Mikronesien sind ökonomisch als Entwicklungsland von subsistenzieller Landwirtschaft und Fischfang geprägt. Der Verkauf von Lizenzen zum kommerziellen Fischfang in Hoheitsgewässern an ausländische Fischereiflotten ist der größte eigenständige Einnahmeposten. Die größte Einnahmequelle sind finanzielle Zuwendungen der USA, die aufgrund des Assoziationsabkommens gezahlt werden. Ebenso unterstützt Israel die Föderation in den Bereichen des Bildungswesens, der Landwirtschaft und der medizinischen Versorgung.
Mit einer Anbaufläche von 18.352 Hektar und einem Ernteertrag von 72.029 Tonnen Kokosnüssen ist die Kokospalme die wichtigste Kulturpflanze. Ebenfalls bedeutend ist der Anbau von Maniok (857 ha, 9.155 t), Süßkartoffeln (563 ha, 3.115 t), Bananen und Kochbananen (zusammen 984 ha, 2.348 t). Sonstige Gemüse (Ertrag: 3.543 t) werden auf 316 ha angebaut; der Getreideanbau (hauptsächlich Mais und Reis) ist mit einer Anbaufläche von 167 ha und Erträgen von 283 t unbedeutend (alle Zahlen beziehen sich auf das Jahr 2020).
Der Viehbestand umfasst rund 38.000 Schweine, mehr als 18.000 Rinder, knapp 5.000 Ziegen sowie etwa 191.000 Hühner (alle Zahlen für 2020).
Größere Industrien gibt es bisher nicht, kleinere Betriebe erzeugen überwiegend Produkte für den heimischen Markt. Einzig kleinindustriell gefertigte Textilien sowie Souvenirs haben eine geringfügige exportwirtschaftliche Bedeutung.
Es besteht ein touristisches Potenzial, das allerdings aufgrund der Abgeschiedenheit der Inseln sowie unzureichender Infrastruktur unterentwickelt ist.
Die Arbeitslosenquote lag im Jahr 2010 bei 16,2 Prozent.